# Temporada 2014 de MotoGP
La temporada 2014 de MotoGP fue la 66.º edición de la categoría principal del Campeonato del Mundo de Motociclismo.

## Calendario
El calendario era un total de 18 carreras, donde regresó el Gran Premio de Argentina. El 13 de diciembre de 2013 se actualizó el calendario, confirmando el Gran Premio de España, y modificando el orden de los realizados en Japón, Australia y Malasia. El Gran Premio de Brasil, había sido confirmado en el calendario provisional, pero fue cancelado el 29 de enero de 2014.
| Ronda | Fecha            | Gran Premio                            | Circuito                                                            | Mapa del Circuito |
| ----- | ---------------- | -------------------------------------- | ------------------------------------------------------------------- | ----------------- |
| 1     | 23 de marzo      | Gran Premio de Catar                   | Circuito Internacional de Losail, Doha (*)                          |                   |
| 2     | 13 de abril      | Gran Premio de las Américas            | Circuito de las Américas, Austin                                    |                   |
| 3     | 27 de abril      | Gran Premio de Argentina               | Autódromo Internacional de Termas de Río Hondo, Santiago del Estero |                   |
| 4     | 4 de mayo        | Gran Premio de España                  | Circuito de Jerez, Jerez de la Frontera                             |                   |
| 5     | 18 de mayo       | Gran Premio de Francia                 | Le Mans Bugatti, Le Mans                                            |                   |
| 6     | 1 de junio       | Gran Premio de Italia                  | Circuito de Mugello, Mugello                                        |                   |
| 7     | 15 de junio      | Gran Premio de Cataluña                | Circuito de Cataluña, Montmeló                                      |                   |
| 8     | 28 de junio      | TT Assen                               | Circuito de Assen, Assen (**)                                       |                   |
| 9     | 13 de julio      | Gran Premio de Alemania                | Sachsenring, Hohenstein-Ernstthal                                   |                   |
| 10    | 10 de agosto     | Gran Premio de Indianápolis            | Indianapolis Motor Speedway, Indianápolis                           |                   |
| 11    | 17 de agosto     | Gran Premio de la República Checa      | Autódromo de Brno, Brno                                             |                   |
| 12    | 31 de agosto     | Gran Premio de Gran Bretaña            | Circuito de Silverstone, Silverstone                                |                   |
| 13    | 14 de septiembre | Gran Premio de San Marino              | Circuito de Misano Marco Simoncelli, Misano Adriatico               |                   |
| 14    | 21 de septiembre | Gran Premio de Aragón                  | Ciudad del Motor de Aragón, Alcañiz                                 |                   |
| 15    | 12 de octubre    | Gran Premio de Japón                   | Twin Ring Motegi, Motegi                                            |                   |
| 16    | 19 de octubre    | Gran Premio de Australia               | Circuito de Phillip Island, Phillip Island                          |                   |
| 17    | 26 de octubre    | Gran Premio de Malasia                 | Circuito Internacional de Sepang, Sepang                            |                   |
| 18    | 9 de noviembre   | Gran Premio de la Comunidad Valenciana | Circuito Ricardo Tormo, Valencia                                    |                   |

Notas:
(*) Carreras nocturnas.
(**) Carreras en sábado.

## Pilotos y equipos
| Equipos de fábrica            | Equipos de fábrica | Equipos de fábrica      | Equipos de fábrica | Equipos de fábrica | Equipos de fábrica |
| Equipo                        | Constructor        | Moto                    | N.º                | Piloto             | Rondas             |
| ----------------------------- | ------------------ | ----------------------- | ------------------ | ------------------ | ------------------ |
| Ducati Team                   | Ducati             | Ducati Desmosedici GP14 | 04                 | Andrea Dovizioso   | 1-18               |
| Ducati Team                   | Ducati             | Ducati Desmosedici GP14 | 35                 | Cal Crutchlow      | 1-2, 4-18          |
| Ducati Team                   | Ducati             | Ducati Desmosedici GP14 | 51                 | Michele Pirro      | 3                  |
| Ducati Team                   | Ducati             | Ducati Desmosedici GP14 | 51                 | Michele Pirro      | 4, 6-7, 11, 18     |
| Repsol Honda Team             | Honda              | Honda RC213V            | 26                 | Dani Pedrosa       | 1-18               |
| Repsol Honda Team             | Honda              | Honda RC213V            | 93                 | Marc Márquez       | 1-18               |
| Team Suzuki MotoGP            | Suzuki             | Suzuki GSX-RR           | 14                 | Randy de Puniet    | 18                 |
| YAMALUBE Racing Team with YSP | Yamaha             | Yamaha YZR-M1           | 21                 | Katsuyuki Nakasuga | 15                 |
| Movistar Yamaha MotoGP        | Yamaha             | Yamaha YZR-M1           | 46                 | Valentino Rossi    | 1-18               |
| Movistar Yamaha MotoGP        | Yamaha             | Yamaha YZR-M1           | 99                 | Jorge Lorenzo      | 1-18               |
| Equipos independientes        |                    |                         |                    |                    |                    |
| Equipo                        | Constructor        | Moto                    | N.º                | Piloto             | Rondas             |
| Energy T.I. Pramac Racing     | Ducati             | Ducati Desmosedici GP14 | 29                 | Andrea Iannone     | 1-18               |
| Energy T.I. Pramac Racing     | Ducati             | Ducati Desmosedici GP14 | 68                 | Yonny Hernández    | 1-18               |
| LCR Honda MotoGP              | Honda              | Honda RC213V            | 6                  | Stefan Bradl       | 1-18               |
| GO&FUN Honda Gresini          | Honda              | Honda RC213V            | 19                 | Álvaro Bautista    | 1-18               |
| Monster Yamaha Tech 3         | Yamaha             | Yamaha YZR-M1           | 38                 | Bradley Smith      | 1-18               |
| Monster Yamaha Tech 3         | Yamaha             | Yamaha YZR-M1           | 44                 | Pol Espargaró      | 1-18               |
| Categoría 'Open'              |                    |                         |                    |                    |                    |
| Equipo                        | Constructor        | Moto                    | N.º                | Piloto             | Rondas             |
| Octo IodaRacing Team          | ART                | ART                     | 9                  | Danilo Petrucci    | 1-4, 6, 8-18       |
| Octo IodaRacing Team          | ART                | ART                     | 84                 | Michel Frabrizio   | 6-7                |
| Avintia Racing                | Avintia            | Avintia GP14            | 63                 | Mike Di Meglio     | 1-18               |
| Avintia Racing                | Avintia            | Avintia GP14            | 8                  | Héctor Barberá     | 1-13               |
| Avintia Racing                | Ducati             | Ducati Desmosedici GP14 | 8                  | Héctor Barberá     | 14-18              |
| NGM Forward Racing            | Forward Yamaha     | FTR-Yamaha YZR-M1       | 5                  | Colin Edwards      | 1-10               |
| NGM Forward Racing            | Forward Yamaha     | FTR-Yamaha YZR-M1       | 15                 | Alex de Angelis    | 11-18              |
| NGM Forward Racing            | Forward Yamaha     | FTR-Yamaha YZR-M1       | 41                 | Aleix Espargaró    | 1-18               |
| Drive M7 Aspar                | Honda              | Honda RC213V-RS         | 7                  | Hiroshi Aoyama     | 18                 |
| Drive M7 Aspar                | Honda              | Honda RCV1000R          | 7                  | Hiroshi Aoyama     | 1-17               |
| Drive M7 Aspar                | Honda              | Honda RCV1000R          | 69                 | Nicky Hayden       | 1-9, 14-18         |
| Drive M7 Aspar                | Honda              | Honda RCV1000R          | 2                  | Leon Camier        | 10-13              |
| Cardion AB Motoracing         | Honda              | Honda RCV1000R          | 17                 | Karel Abraham      | 1-18               |
| GO&FUN Honda Gresini          | Honda              | Honda RCV1000R          | 45                 | Scott Redding      | 1-18               |
| Paul Bird Motorsport          | PBM                | PBM                     | 23                 | Broc Parkes        | 1-18               |
| Paul Bird Motorsport          | PBM                | PBM                     | 70                 | Michael Laverty    | 1-18               |

| Leyenda             | Leyenda |
| ------------------- | ------- |
| Piloto regular      |         |
| Piloto novato       |         |
| Piloto invitado     |         |
| Piloto de reemplazo |         |

## Resultados y estadísticas

### Grandes Premios
| #  | Fecha            | Gran Premio                            | Circuito            | Ganador         |
| -- | ---------------- | -------------------------------------- | ------------------- | --------------- |
| 1  | 23 de marzo      | Gran Premio de Catar                   | Losail, Doha        | Marc Márquez    |
| 2  | 13 de abril      | Gran Premio de las Américas            | Américas            | Marc Márquez    |
| 3  | 27 de abril      | Gran Premio de Argentina               | Santiago del Estero | Marc Márquez    |
| 4  | 4 de mayo        | Gran Premio de España                  | Jerez               | Marc Márquez    |
| 5  | 18 de mayo       | Gran Premio de Francia                 | Bugatti, Le Mans    | Marc Márquez    |
| 6  | 1 de junio       | Gran Premio de Italia                  | Mugello             | Marc Márquez    |
| 7  | 15 de junio      | Gran Premio de Cataluña                | Montmelo            | Marc Márquez    |
| 8  | 28 de junio      | TT Assen                               | Assen               | Marc Márquez    |
| 9  | 13 de julio      | Gran Premio de Alemania                | Sachsenring         | Marc Márquez    |
| 10 | 10 de agosto     | Gran Premio de Indianápolis            | Indianápolis        | Marc Márquez    |
| 11 | 17 de agosto     | Gran Premio de República Checa         | Brno                | Dani Pedrosa    |
| 12 | 31 de agosto     | Gran Premio de Gran Bretaña            | Silverstone         | Marc Márquez    |
| 13 | 14 de septiembre | Gran Premio de San Marino              | Misano              | Valentino Rossi |
| 14 | 28 de septiembre | Gran Premio de Aragón                  | Alcañiz             | Jorge Lorenzo   |
| 15 | 12 de octubre    | Gran Premio de Japón                   | Motegi              | Jorge Lorenzo   |
| 16 | 19 de octubre    | Gran Premio de Australia               | Phillip Island      | Valentino Rossi |
| 17 | 26 de octubre    | Gran Premio de Malasia                 | Sepang              | Marc Márquez    |
| 18 | 9 de noviembre   | Gran Premio de la Comunidad Valenciana | Cheste              | Marc Márquez    |

### Campeonato de pilotos
| Pos     | Piloto             | Moto           | QAT | AME | ARG | ESP | FRA | ITA | CAT | NED | ALE | IND | CZE | GBR | RSM | ARA | JPN | AUS | MAL | VAL | Pts |
| ------- | ------------------ | -------------- | --- | --- | --- | --- | --- | --- | --- | --- | --- | --- | --- | --- | --- | --- | --- | --- | --- | --- | --- |
| 1       | Marc Márquez       | Honda          | 1   | 1   | 1   | 1   | 1   | 1   | 1   | 1   | 1   | 1   | 4   | 1   | 15  | 13  | 2   | Ret | 1   | 1   | 362 |
| 2       | Valentino Rossi    | Yamaha         | 2   | 8   | 4   | 2   | 2   | 3   | 2   | 5   | 4   | 3   | 3   | 3   | 1   | Ret | 3   | 1   | 2   | 2   | 295 |
| 3       | Jorge Lorenzo      | Yamaha         | Ret | 10  | 3   | 4   | 6   | 2   | 4   | 13  | 3   | 2   | 2   | 2   | 2   | 1   | 1   | 2   | 3   | Ret | 263 |
| 4       | Dani Pedrosa       | Honda          | 3   | 2   | 2   | 3   | 5   | 4   | 3   | 3   | 2   | 4   | 1   | 4   | 3   | 14  | 4   | Ret | Ret | 3   | 246 |
| 5       | Andrea Dovizioso   | Ducati         | 5   | 3   | 9   | 5   | 8   | 6   | 8   | 2   | 8   | 7   | 6   | 5   | 4   | Ret | 5   | 4   | 8   | 4   | 187 |
| 6       | Pol Espargaró      | Yamaha         | Ret | 6   | 8   | 9   | 4   | 5   | 7   | Ret | 7   | 5   | Ret | 6   | 6   | 6   | 8   | Ret | 6   | 6   | 136 |
| 7       | Aleix Espargaró    | Forward Yamaha | 4   | 9   | 15  | 7   | 9   | 9   | 6   | 4   | 6   | Ret | 8   | 9   | Ret | 2   | 11  | Ret | Ret | 7   | 126 |
| 8       | Bradley Smith      | Yamaha         | Ret | 5   | 7   | 8   | 10  | Ret | 10  | 8   | 19  | 6   | 9   | 22  | 7   | 5   | 9   | 3   | 5   | 14  | 121 |
| 9       | Stefan Bradl       | Honda          | Ret | 4   | 5   | 10  | 7   | Ret | 5   | 10  | 16  | Ret | 7   | 7   | Ret | 4   | 7   | Ret | 4   | 8   | 117 |
| 10      | Andrea Iannone     | Ducati         | 10  | 7   | 6   | Ret | Ret | 7   | 9   | 6   | 5   | Ret | 5   | 8   | 5   | Ret | 6   | Ret | DNS | 22  | 102 |
| 11      | Álvaro Bautista    | Honda          | Ret | Ret | Ret | 6   | 3   | 8   | Ret | 7   | 9   | Ret | 10  | Ret | 8   | 7   | 10  | 6   | Ret | 16  | 89  |
| 12      | Scott Redding      | Honda          | 7   | Ret | 14  | 13  | 12  | 13  | 13  | 12  | 11  | 9   | 11  | 10  | 13  | 10  | 16  | 7   | 10  | 10  | 81  |
| 13      | Cal Crutchlow      | Ducati         | 6   | Ret |     | Ret | 11  | Ret | Ret | 9   | 10  | 8   | Ret | 12  | 9   | 3   | Ret | Ret | Ret | 5   | 74  |
| 14      | Hiroshi Aoyama     | Honda          | 11  | 12  | 10  | 12  | 14  | 14  | 15  | 16  | 12  | 10  | 13  | 14  | 12  | 8   | 13  | 8   | 11  | 15  | 68  |
| 15      | Yonny Hernández    | Ducati         | 12  | 13  | 12  | 14  | 13  | 10  | 11  | 19  | 17  | Ret | Ret | 11  | 10  | 15  | Ret | 11  | 7   | Ret | 53  |
| 16      | Nicky Hayden       | Honda          | 8   | 11  | 11  | 11  | Ret | DNS | 12  | 17  | 14  |     |     |     |     | 9   | 14  | 10  | Ret | 13  | 47  |
| 17      | Karel Abraham      | Honda          | 13  | 14  | 13  | Ret | 15  | 12  | Ret | 14  | 13  | 11  | 14  | 13  | 11  | Ret | Ret | Ret | Ret | 17  | 33  |
| 18      | Héctor Barberá     | Avintia        | Ret | 15  | 16  | 15  | Ret | Ret | 19  | 18  | 18  | Ret | 17  | 19  | 19  |     |     |     |     |     | 26  |
| 18      | Héctor Barberá     | Ducati         |     |     |     |     |     |     |     |     |     |     |     |     |     | 19  | 15  | 5   | 9   | 11  | 26  |
| 19      | Michele Pirro      | Ducati         |     |     | 17  | Ret |     | 11  | 14  |     |     |     | 12  |     |     |     |     |     |     | 9   | 18  |
| 20      | Danilo Petrucci    | ART            | 14  | 17  | Ret | DNS |     | WD  |     | 15  | 15  | Ret | Ret | 18  | Ret | 11  | Ret | 12  | Ret | 12  | 17  |
| 21      | Alex de Angelis    | Forward Yamaha |     |     |     |     |     |     |     |     |     |     | 16  | 15  | 14  | 12  | 17  | 9   | Ret | 18  | 14  |
| 22      | Colin Edwards      | Forward Yamaha | 9   | Ret | 20  | Ret | 17  | 15  | 18  | 22  | 20  | 13  |     |     |     |     |     |     |     |     | 11  |
| 23      | Broc Parkes        | PBM            | 15  | Ret | 21  | 17  | 18  | 17  | 16  | 11  | 21  | 15  | 19  | 21  | 18  | 18  | 20  | Ret | 14  | 20  | 9   |
| 24      | Michael Laverty    | PBM            | 16  | 16  | 18  | 16  | 16  | 16  | 17  | 21  | Ret | 14  | Ret | 17  | 17  | 16  | 18  | 13  | 12  | 19  | 9   |
| 25      | Mike Di Meglio     | Avintia        | 17  | 18  | 19  | Ret | 19  | 18  | Ret | 20  | 22  | 12  | 18  | 20  | Ret | 17  | 19  | 14  | 13  | 21  | 9   |
| 26      | Katsuyuki Nakasuga | Yamaha         |     |     |     |     |     |     |     |     |     |     |     |     |     |     | 12  |     |     |     | 4   |
| 27      | Leon Camier        | Honda          |     |     |     |     |     |     |     |     |     | Ret | 15  | 16  | 16  |     |     |     |     |     | 1   |
|         | Michel Fabrizio    | ART            |     |     |     |     |     | Ret | 20  |     |     |     |     |     |     |     |     |     |     |     | 0   |
|         | Randy de Puniet    | Suzuki         |     |     |     |     |     |     |     |     |     |     |     |     |     |     |     |     |     | Ret | 0   |
| Pos     | Piloto             | Moto           | QAT | AME | ARG | ESP | FRA | ITA | CAT | NED | ALE | IND | CZE | GBR | RSM | ARA | JPN | AUS | MAL | VAL | Pts |
| Fuente: |                    |                |     |     |     |     |     |     |     |     |     |     |     |     |     |     |     |     |     |     |     |

| Color     | Resultado                                                               |
| --------- | ----------------------------------------------------------------------- |
| Oro       | Ganador                                                                 |
| Plata     | 2.ª plaza                                                               |
| Bronce    | 3.ª plaza                                                               |
| Verde     | Finalizó en los puntos                                                  |
| Azul      | Finalizó sin puntos                                                     |
| Azul      | NC - No clasificado                                                     |
| Violeta   | Ret - No terminó (Carrera)                                              |
| Rojo      | DNQ - No se clasificó                                                   |
| Negro     | DSQ - Descalificado                                                     |
| Blanco    | DNS - No empezó (carrera)                                               |
| Blanco    | WD - Retirado (fin de semana)                                           |
| Blanco    | C - Carrera cancelada                                                   |
| Sin color | DNP - Inscrito pero no participó                                        |
| Sin color | INJ - Lesionado                                                         |
| Sin color | EX - Excluido                                                           |
| Estado    | Resultado                                                               |
| Negrita   | Pole position                                                           |
| Cursiva   | Vuelta rápida                                                           |
| †         | Abandona, pero clasifica al completar el porcentaje requerido para ello |

### Campeonato de constructores
| Pos. | Equipo         | QAT | AME | ARG | ESP | FRA | ITA | CAT | NED | ALE | IND | CZE | GBR | RSM | ARA | JPN | AUS | MAL | VAL | Ptos. |
| ---- | -------------- | --- | --- | --- | --- | --- | --- | --- | --- | --- | --- | --- | --- | --- | --- | --- | --- | --- | --- | ----- |
| 1    | Honda          | 1   | 1   | 1   | 1   | 1   | 1   | 1   | 1   | 1   | 1   | 1   | 1   | 3   | 4   | 2   | 6   | 1   | 1   | 409   |
| 2    | Yamaha         | 2   | 5   | 3   | 2   | 2   | 2   | 2   | 5   | 3   | 2   | 2   | 2   | 1   | 1   | 1   | 1   | 2   | 2   | 354   |
| 3    | Ducati         | 5   | 3   | 6   | 5   | 8   | 6   | 8   | 2   | 5   | 7   | 5   | 5   | 4   | 3   | 5   | 4   | 7   | 4   | 211   |
| 4    | Forward Yamaha | 4   | 9   | 15  | 7   | 9   | 9   | 6   | 4   | 6   | 13  | 8   | 9   | 14  | 2   | 11  | 9   | Ret | 7   | 138   |
| 5    | ART            | 14  | 17  | Ret | DNS |     | Ret | 20  | 15  | 15  | Ret | Ret | 18  | Ret | 11  | Ret | 12  | Ret | 12  | 17    |
| 6    | PBM            | 15  | 16  | 18  | 16  | 16  | 16  | 16  | 11  | 21  | 14  | 19  | 17  | 17  | 16  | 18  | 13  | 12  | 19  | 15    |
| 7    | Avintia        | 17  | 15  | 16  | 15  | 19  | 18  | 19  | 18  | 18  | 12  | 17  | 19  | 19  | 17  | 19  | 14  | 13  | 21  | 11    |
| Pos. | Equipo         | QAT | AME | ARG | ESP | FRA | ITA | CAT | NED | ALE | IND | CZE | GBR | RSM | ARA | JPN | AUS | MAL | VAL | Ptos. |